# Mistrzostwa Polski w Łyżwiarstwie Szybkim na Dystansach 2012
26. Mistrzostwa Polski w Łyżwiarstwie Szybkim na Dystansach 2012 odbyły się w dniach 16-18 grudnia 2011 roku na torze COS w Zakopanem. 
Bieg na 5000 metrów kobiet zostanie rozegrany w dniach 28-29 stycznia 2012 roku w Warszawie
Na dystansie 500 metrów rozgrywane są dwa biegi i dopiero suma czasów z obu biegów decyduje o kolejności zawodników.

## Kobiety
| Konkurencja:     | 1. miejsce                                                                                 | Rezultat | 2. miejsce                                                  | Rezultat | 3. miejsce                                                      | Rezultat |
| 500 m            | Natalia Czerwonka MKS Cuprum Lubin                                                         | 83,12    | Karolina Domańska-Ksyt Pilica Tomaszów Mazowiecki           | 85,31    | Katarzyna Bachleda-Curuś LKS Poroniec Poronin                   | 85,61    |
| 1000 m           | Natalia Czerwonka MKS Cuprum Lubin                                                         | 1:20,35  | Luiza Złotkowska Orzeł Elbląg                               | 1:20,89  | Katarzyna Woźniak WTŁ Stegny Warszawa                           | 1:22,23  |
| 1500 m           | Natalia Czerwonka MKS Cuprum Lubin                                                         | 2:01,58  | Luiza Złotkowska Orzeł Elbląg                               | 2:07,15  | Karolina Domańska-Ksyt Pilica Tomaszów Mazowiecki               | 2:07,91  |
| 3000 m           | Natalia Czerwonka MKS Cuprum Lubin                                                         | 4:22,56  | Luiza Złotkowska Orzeł Elbląg                               | 4:28,99  | Katarzyna Woźniak WTŁ Stegny Warszawa                           | 4:34,96  |
| 5000 m           | Natalia Czerwonka MKS Cuprum Lubin                                                         | 7:50,86  | Luiza Złotkowska Orzeł Elbląg                               | 8:03,53  | Aleksandra Goss WTŁ Stegny Warszawa                             | 8:09,71  |
| wyścig drużynowy | Pilica Tomaszów Mazowiecki Karolina Domańśka-Ksyt Aleksandra Dębowska Aleksandra Kapruziak | 3:22,05  | AZS Zakopane Hanna Cudzich Magdalena Koźma Angelika Fudalej | 3:26,50  | MKS Cuprum Lubin Natalia Czerwonka Kaja Ziomek Agata Ziemiańska | 3:32,41  |

## Mężczyźni
| Konkurencja:     | 1. miejsce                                                                    | Rezultat | 2. miejsce                                                 | Rezultat | 3. miejsce                                                             | Rezultat |
| 500 m'           | Artur Waś Marymont Warszawa                                                   | 72,84    | Zbigniew Bródka UKS Błyskawica Damaniewice                 | 73,53    | Mateusz Kasprzyk WTŁ Stegny Warszawa                                   | 75,52    |
| 1000 m           | Konrad Niedźwiedzki Orzeł Elbląg                                              | 1:11,17  | Zbigniew Bródka UKS Błyskawica Domaniewice                 | 1:11,56  | Artur Waś Marymont Warszawa                                            | 1:12,54  |
| 1500 m           | Zbigniew Bródka UKS Błyskawica Domaniewice                                    | 1:50,30  | Konrad Niedźwiedzki Orzeł Elbląg                           | 1:50,76  | Jan Szymański Marymont Warszawa                                        | 1:52,71  |
| 5000 m           | Jan Szymański Marymont Warszawa                                               | 6:59,19  | Zbigniew Bródka UKS Błyskawica Domaniewice                 | 7:06,40  | Adrian Wielgat Orzeł Elbląg                                            | 7:07,10  |
| 10 000 m         | Jan Szymański Marymont Warszawa                                               | 14:10,09 | Roland Cieślak Pilica Tomaszów Mazowiecki                  | 14:18,75 | Sebastian Druszkiewicz AZS Zakopane                                    | 14:28,94 |
| wyścig drużynowy | AZS Zakopane Andrzej Gąsienica-Laskowy Sebastian Druszkiewicz Dariusz Stanuch | 4:08,07  | SKŁ Górnik Sanok Maciej Biega Robert Kustra Mateusz Chabko | 4:12,64  | Marymont Warszawa Jan Szymański Aleksander Puszkarski Piotr Puszkarski | 4:16,45  |